# 都営地下鉄
都営地下鉄（とえいちかてつ、TOEI SUBWAY）は、東京都地下高速電車条例（昭和35年11月26日東京都条例第94号） に基づき、東京都が運営している地下鉄である。軌道・バス事業とともに地方公営企業管理者の権限下で東京都交通局が事務を行っている。
東京都特別区及びその周辺地域に浅草線、三田線、新宿線、大江戸線の4路線がある。東京地下鉄（東京メトロ）が運営している9路線とともに東京の地下鉄網を構成している。
2000年10月14日から2008年3月14日まで利用可能だったパスネットの符丁はTO。パスネット対応カードをTカードの名称で取り扱っていた。

## 概要
東京の地下鉄は、東京地下鉄（東京メトロ）の前身の帝都高速度交通営団（営団地下鉄）が建設するものとされていたが、1957年6月の都市交通審議会において、地下鉄建設を営団だけでなく、複数の事業主体で進めるべきであるとした。そのため、既に営団が受けていた第1号線（浅草線）の免許を、東京都及び京浜急行電鉄（京急電鉄）に譲渡したことが始まりである。その後、第6号線（三田線）と第10号線（新宿線）も都市計画決定の過程で、東京都が建設するものとして調整された。
鉄道の仕様が各路線で異なり、浅草線が1,435 mm軌間の標準軌、三田線が1,067 mm軌間の狭軌、新宿線が1,372 mm軌間の変則軌間（馬車軌間）、大江戸線が標準軌ベースのリニア方式が用いられている。これは直通先の鉄道事業者が採用している軌間に合わせたためで、浅草線は京浜急行電鉄に（もう一方の京成電鉄は改軌工事を実施。当時北総鉄道は未設立）、三田線は当初直通予定であった東武鉄道および一旦直通計画は消滅するも後の計画変更で別路線への直通を果たした東京急行電鉄（現・東急電鉄）に（当時相模鉄道との直通計画は存在せず）、新宿線は京王帝都電鉄（現・京王電鉄）に（当時千葉県営鉄道への直通計画も京王電鉄と同様にされていたが、未成線となったため実現しなかった）それぞれ合わせている。大江戸線は他社線への乗り入れを行わず、また、建設費削減のためミニ地下鉄方式を採用したために仕様が独特であるが、標準軌であるため電気機関車の牽引により浅草線へ回送入線が可能である。
三田線は、東急目黒線に加えて、2023年3月18日に開業した東急新横浜線を介して相模鉄道（相鉄）との直通運転を開始した。将来の構想として、大江戸線は終点の光が丘駅から大泉学園町方面への延伸が検討されている（「都営地下鉄大江戸線#延伸構想」を参照）。

## 路線
都営地下鉄は次の4路線がある。なお、路線番号（計画路線名）は東京地下鉄（東京メトロ）との連番であるため、飛びがある。路線名は東京メトロの路線と区別をつけるため、一般的には「都営○○線」と呼ぶことがある。
| 色 | 記号 | 路線番号 | 路線名   | 区間                                                    | キロ程  | 軌間                  | 電気方式          |
| --- | ---- | -------- | -------- | ------------------------------------------------------- | ------- | --------------------- | ----------------- |
| ローズ | A    | 1号線    | 浅草線   | A01西馬込駅 - A20押上駅                                 | 18.3 km | 標準軌                | 架空線            |
| ブルー | I    | 6号線    | 三田線   | I01目黒駅- I27西高島平駅 A                              | 26.5 km | 狭軌                  | 架空線            |
| リーフ | S    | 10号線   | 新宿線   | S01新宿駅 - S21本八幡駅                                 | 23.5 km | 変則軌間 （馬車軌間） | 架空線            |
| マゼンタ | E    | 12号線   | 大江戸線 | E28都庁前駅 - E14清澄白河駅 - E28都庁前駅 - E38光が丘駅 | 40.7 km | 標準軌                | 架空線 （リニア） |
| A 三田線のうち、目黒駅 (I 01) - 白金高輪駅 (I 03) について、東京都交通局が第二種鉄道事業者、東京地下鉄が第一種鉄道事業者となっている。 |      |          |          |                                                         |         |                       |                   |

2018年（平成30年）12月時点で、東京都に23ある特別区のうち、都営地下鉄の路線もしくは駅（他社管理駅含む）が存在しない区は足立区・荒川区・杉並区・目黒区・世田谷区・葛飾区である。この6区のうち荒川区・杉並区・目黒区・世田谷区・葛飾区には他社線への乗り入れの形で都営地下鉄の車両が乗り入れている。
なお、東京都外へは新宿線が千葉県の本八幡駅まで路線を延ばしているものの、自社路線を千葉県や埼玉県まで延ばしている東京メトロと違い、埼玉県には路線を持たない。

### 直通運転路線
大江戸線を除く各線において、他社との相互（相鉄のみ当面は片方向）直通運転が行われている。
東京メトロの車両は東京都に隣接する神奈川県、千葉県、埼玉県に乗り入れているものの、都営の車両はこの3県のうち埼玉県には唯一乗り入れていない。
| 路線 | 路線     | 直通運転先                                                                                            |
| --- | -------- | --- |
| | 浅草線 A | 京成電鉄：押上線・東成田線・成田空港線（成田スカイアクセス線）の全線、および本線（青砥 - 成田空港間） |
| 京浜急行電鉄：本線・空港線・逗子線・久里浜線 | 浅草線 A | |
| 北総鉄道：北総線（京成成田空港線が北総線の全区間で線路を共用） | 浅草線 A | |
| 芝山鉄道：芝山鉄道線 | 浅草線 A | |
| | 三田線 B | 東急電鉄：目黒線・東急新横浜線                                                                        |
| 相模鉄道：本線・いずみ野線・相鉄新横浜線 | 三田線 B | |
| | 新宿線 C | 京王電鉄：京王新線・京王線・相模原線・高尾線                                                          |
| - A 浅草線の定期ダイヤでは、京成東成田線、芝山鉄道線、京急本線の堀ノ内 - 浦賀間には東京都交通局の車両は乗り入れず、他者車両により同区間と浅草線との直通運転が行われる。ただし、一時期の定期ダイヤでは、京成東成田線にも乗り入れていた。 - B 三田線の定期ダイヤでは、相鉄の各路線には東京都交通局の車両は乗り入れず、他者車両により同区間と三田線との直通運転が行われる。なお、以前には回送列車（2000年9月22日より2008年6月21日まで）と臨時列車「みなとみらい号」のみ、東横線・横浜高速鉄道みなとみらい線（田園調布 - 武蔵小杉 - ）日吉 - 横浜 - 元町・中華街（回送列車は武蔵小杉 - 元住吉）間にも乗り入れていた。 - C 新宿線では、2018年2月22日から2019年2月21日までと、2024年3月18日より、京王線の北野 - 京王八王子間にも東京都交通局の車両が走行している。また、一時期の定期ダイヤや臨時列車およびダイヤ乱れ時には、京王線の京王線新宿 - 笹塚間と競馬場線・動物園線で、東京都交通局の車両が走行した事例もある。 |          | |

## 車両
形式の呼称は名古屋市営地下鉄などと同様、「系」ではなく「形」と称す。

### 現有車両
- 浅草線 - 5500形・E5000形（電気機関車）
- 三田線 - 6300形・6500形[3][4]
- 新宿線 - 10-300形
- 大江戸線 - 12-000形・12-600形[5]

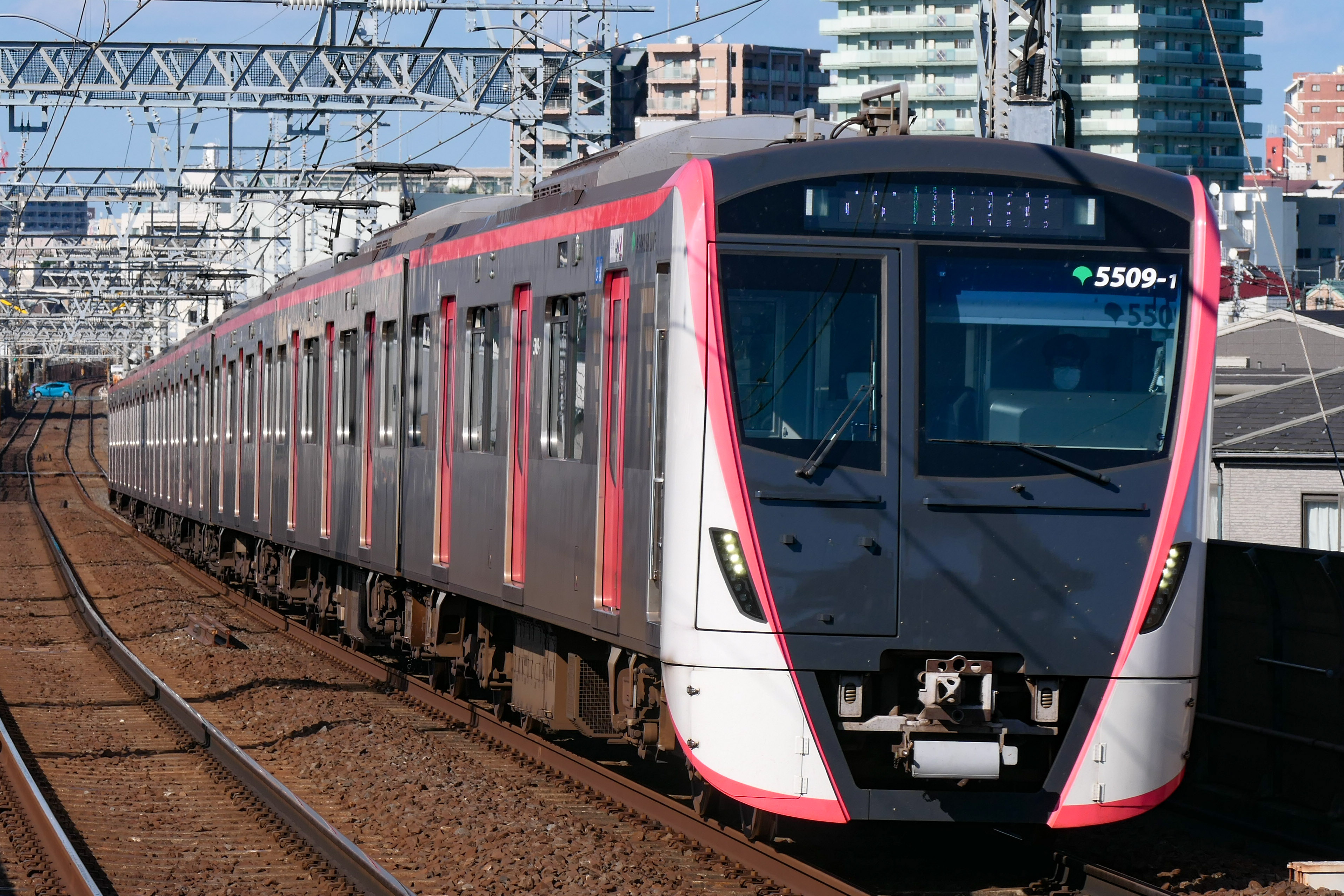
5500形
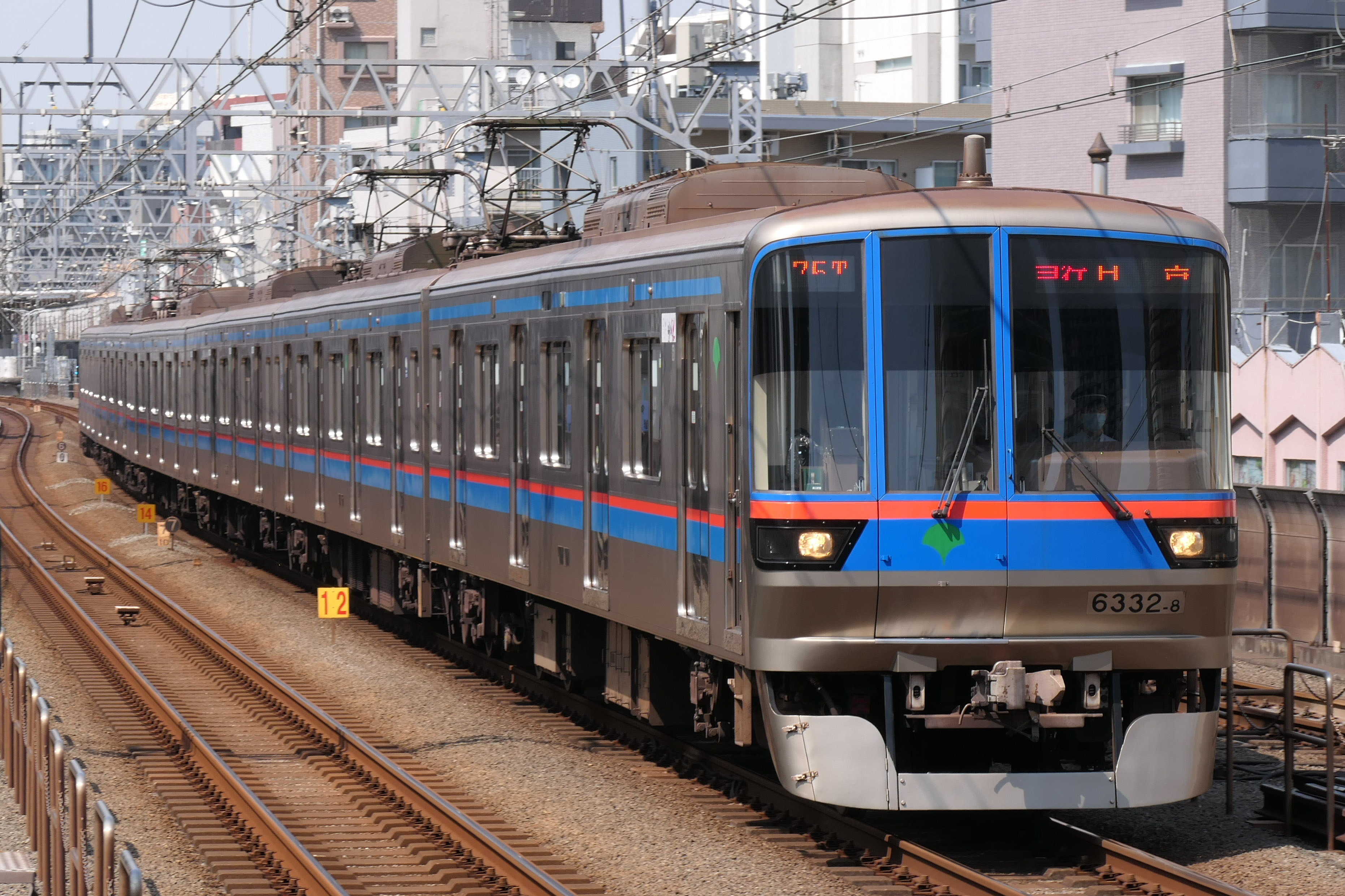
6300形
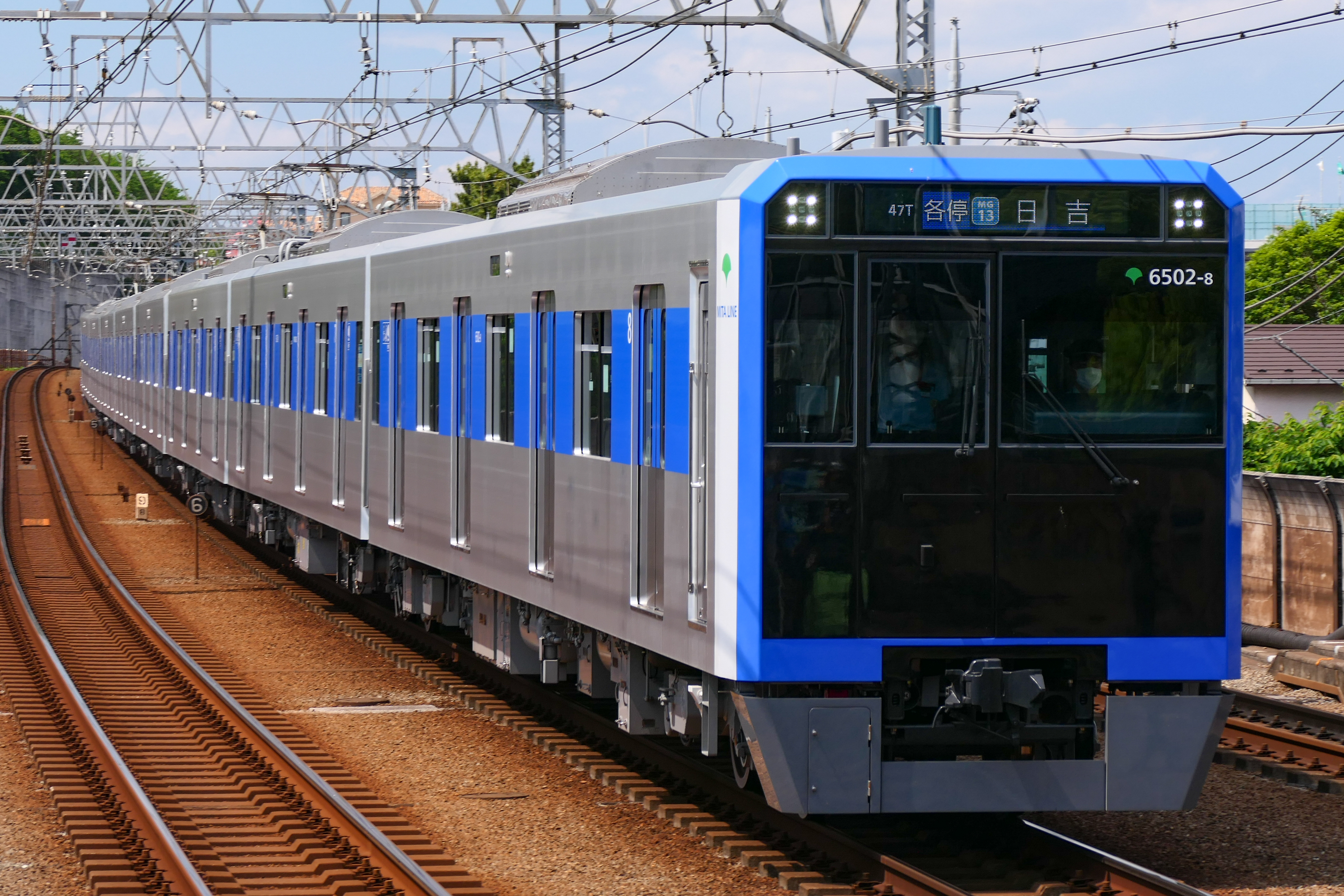
6500形
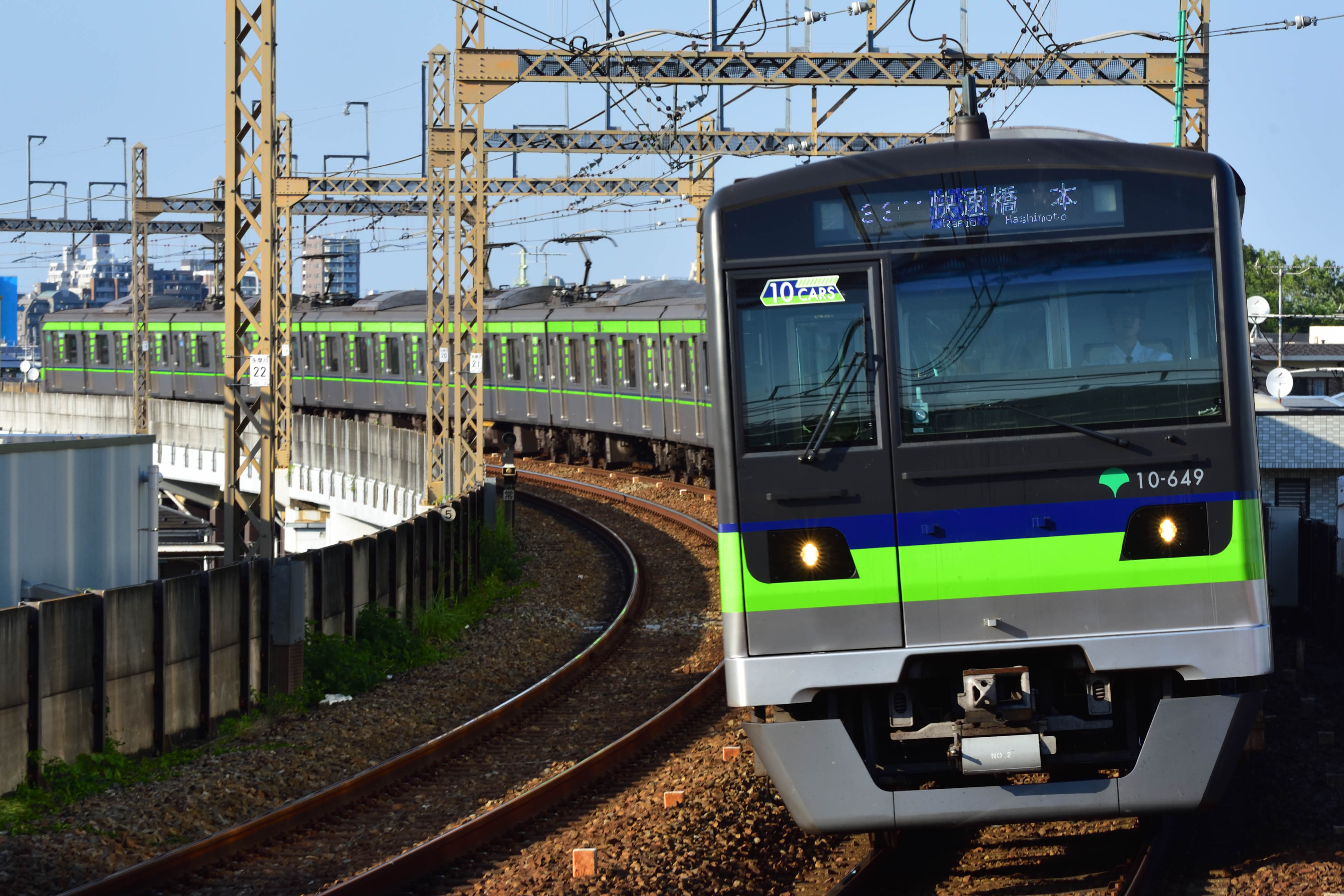
10-300形
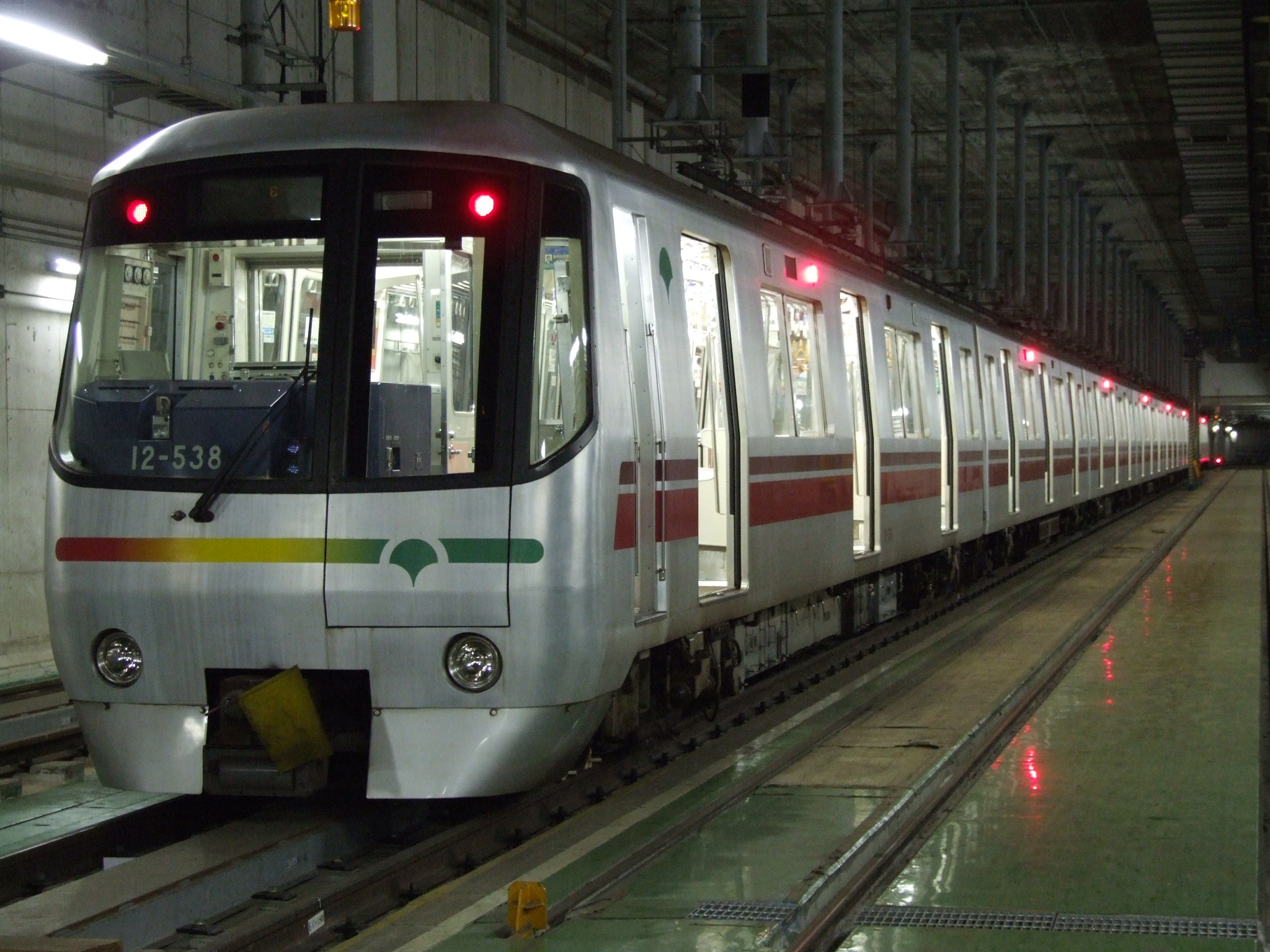
12-000形
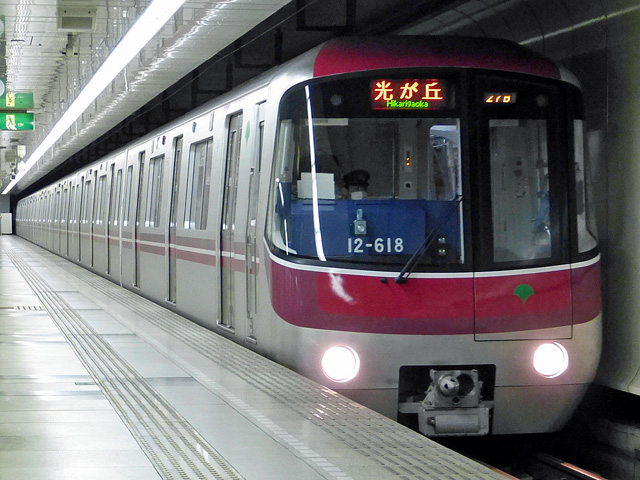
12-600形
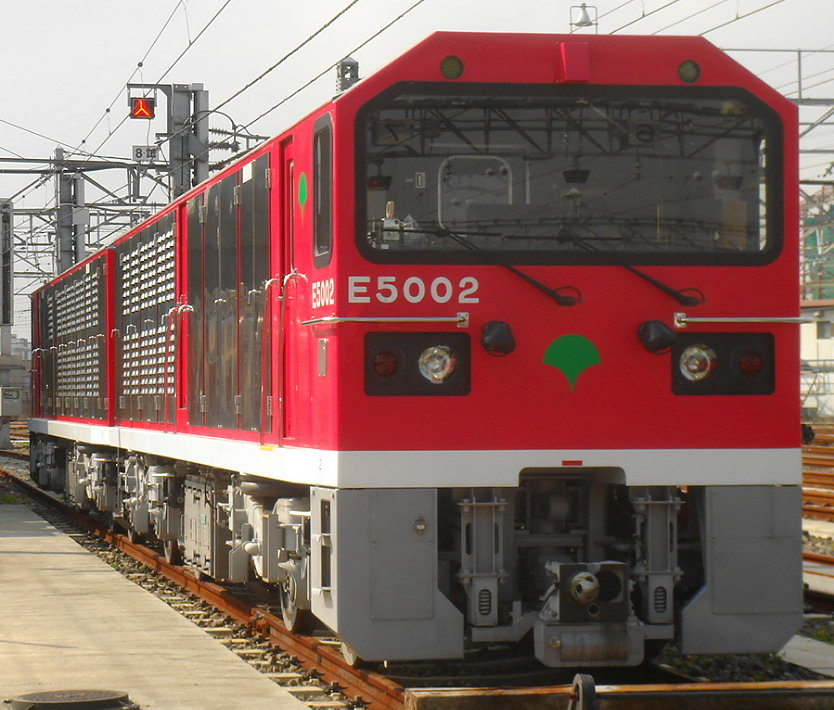
E5000形

### 過去の車両
- 浅草線 - 5000形・5200形・5300形
- 三田線 - 6000形・10-000形
- 新宿線 - 10-000形[6]・10-300R形[7][8]

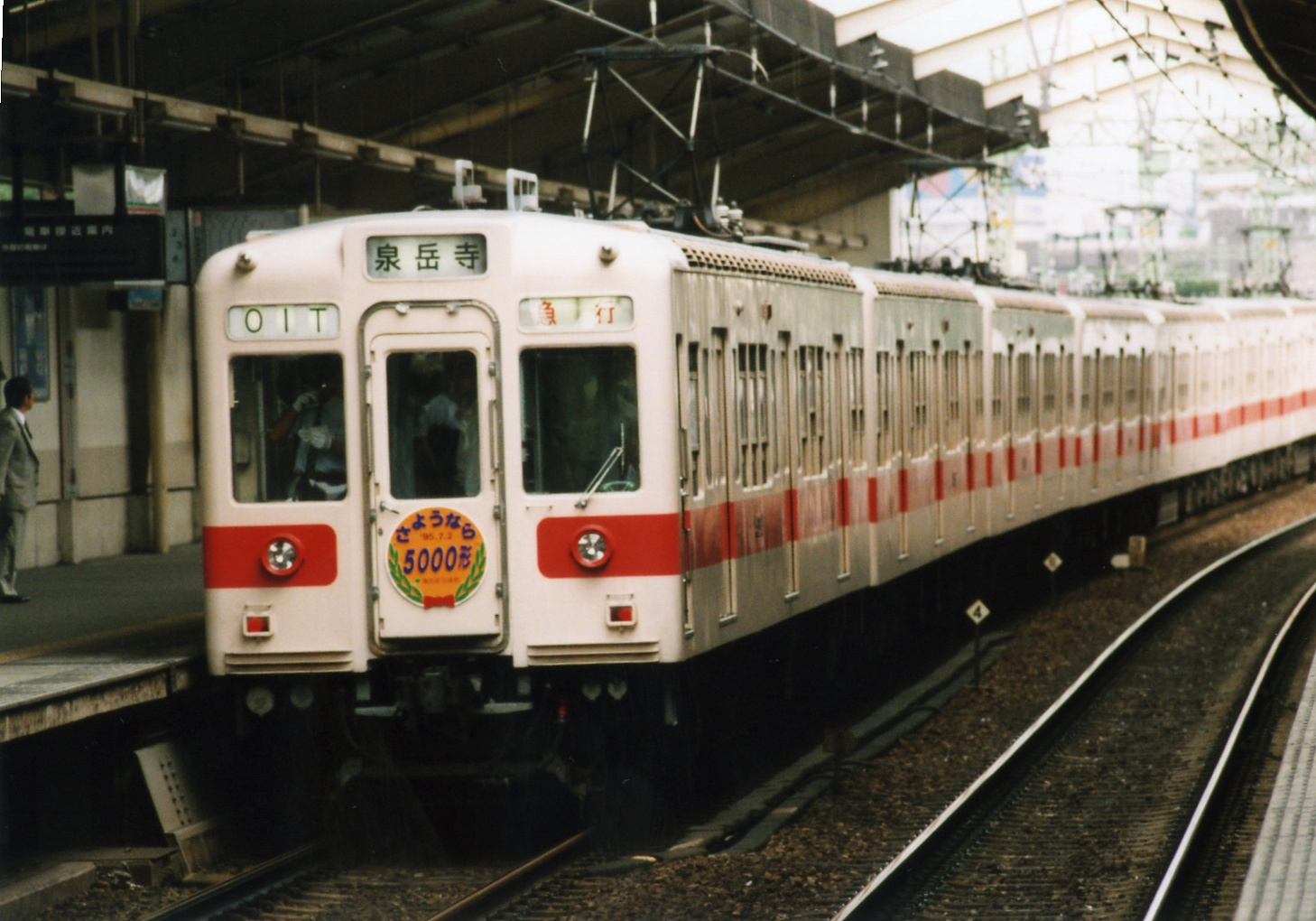
5000形
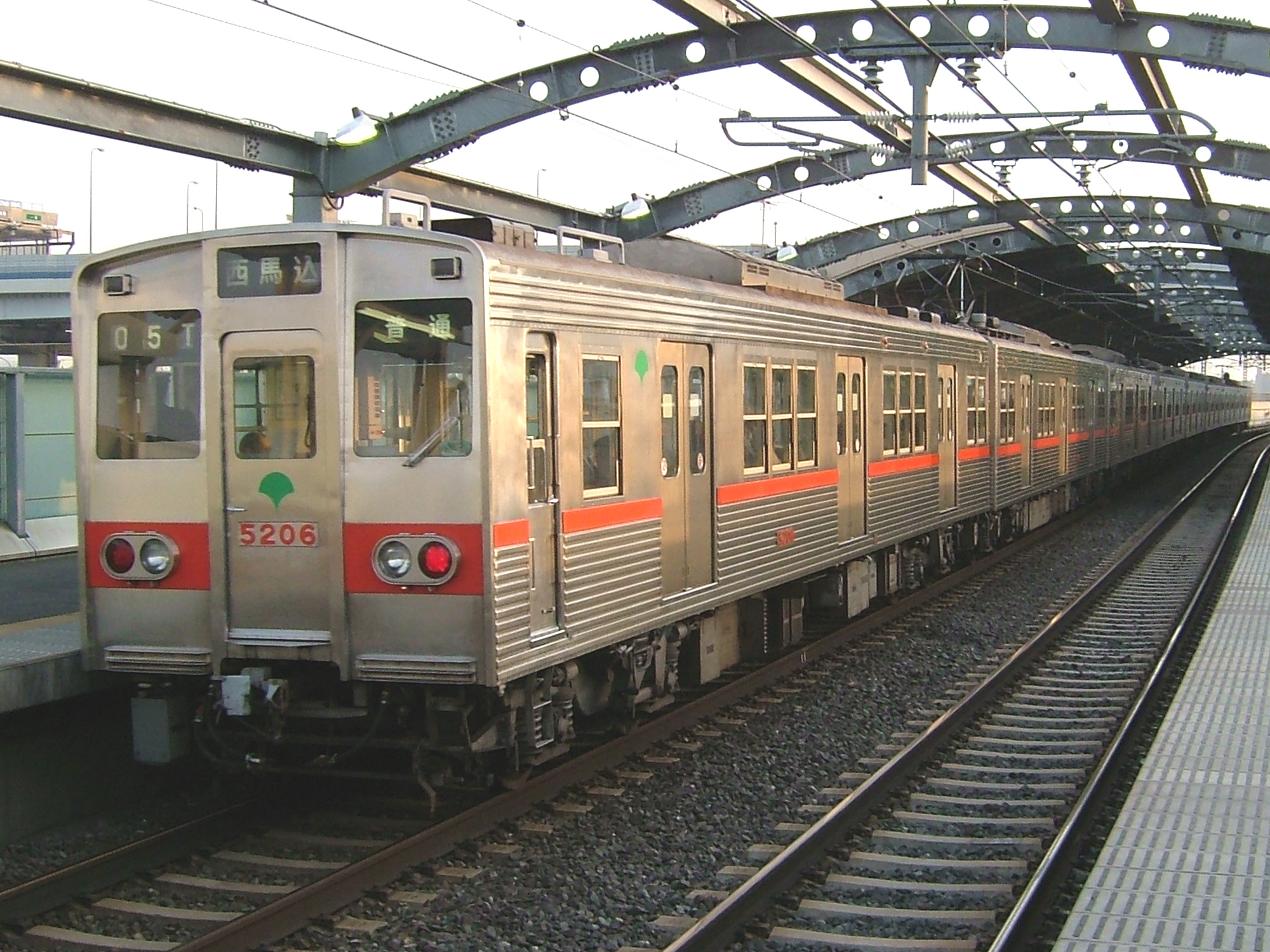
5200形
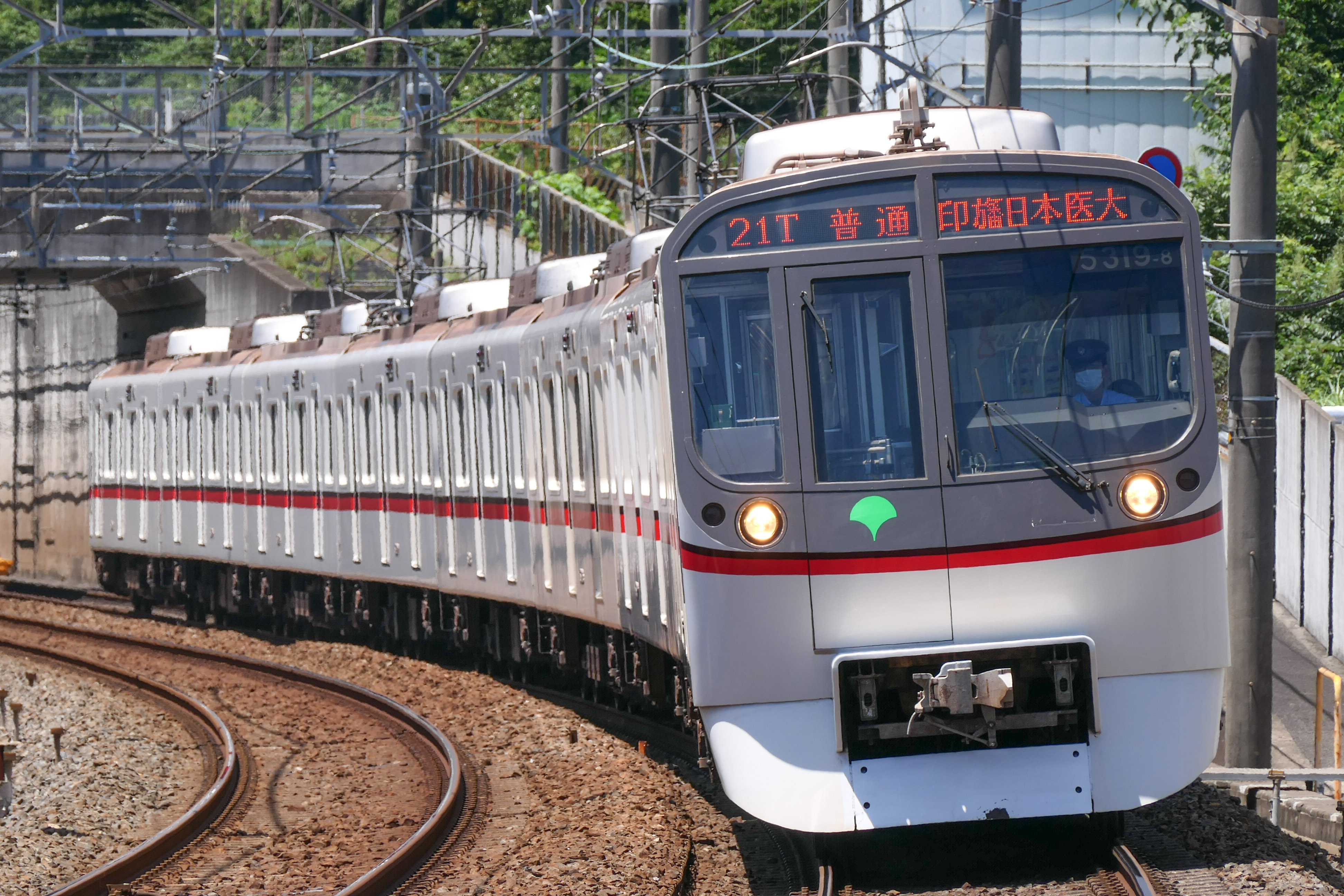
5300形
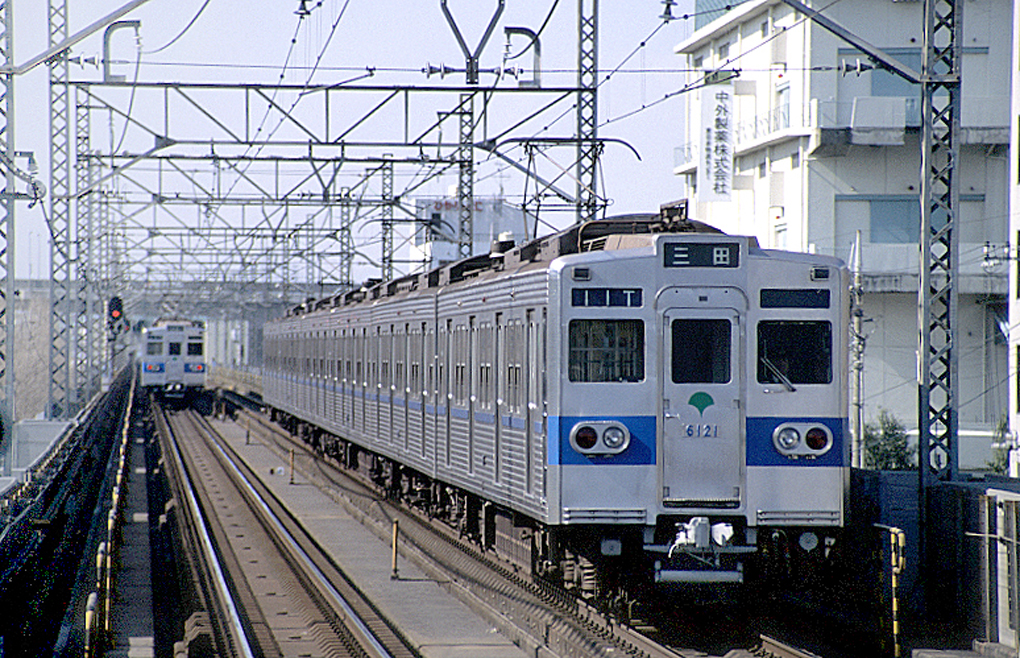
6000形
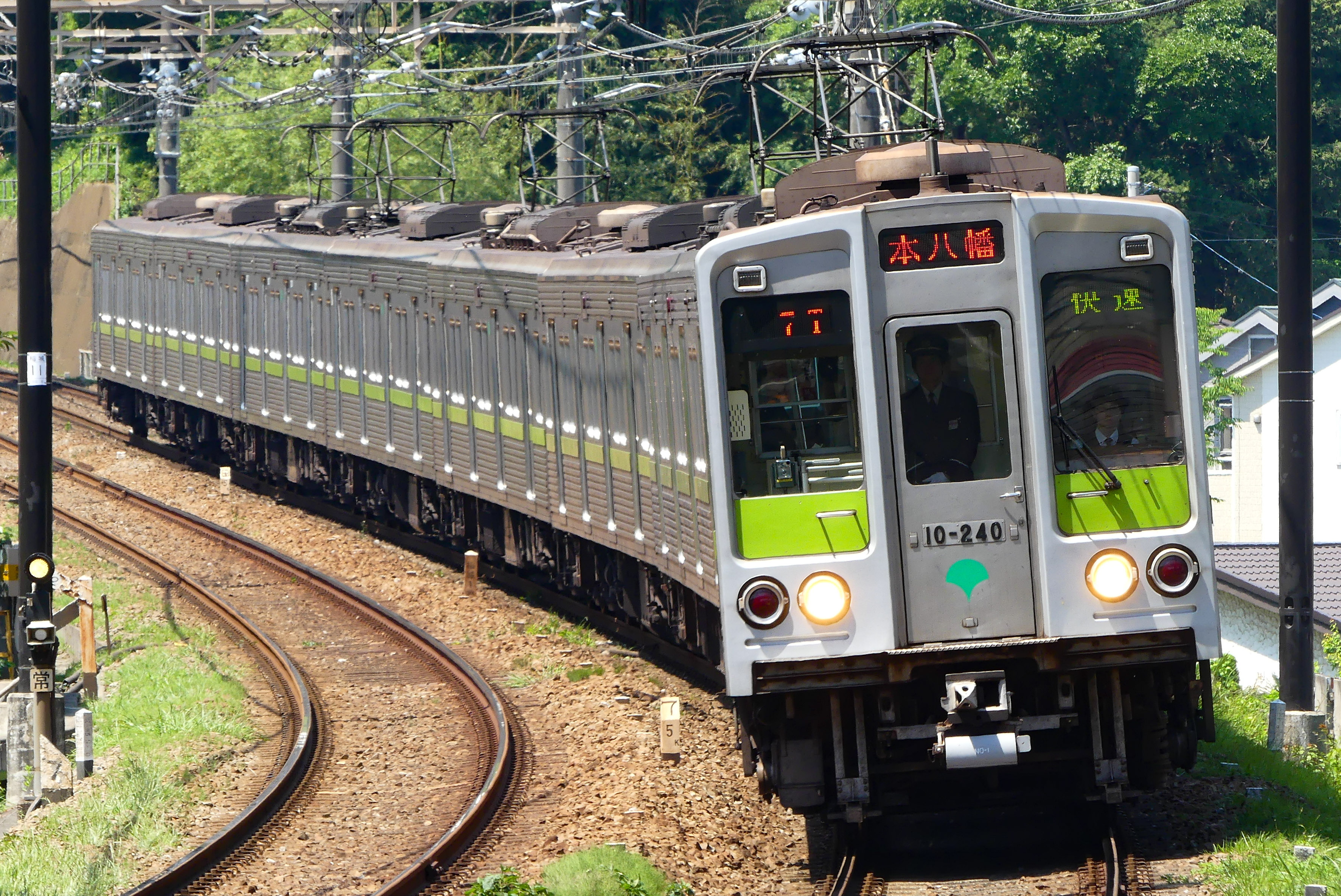
10-000形
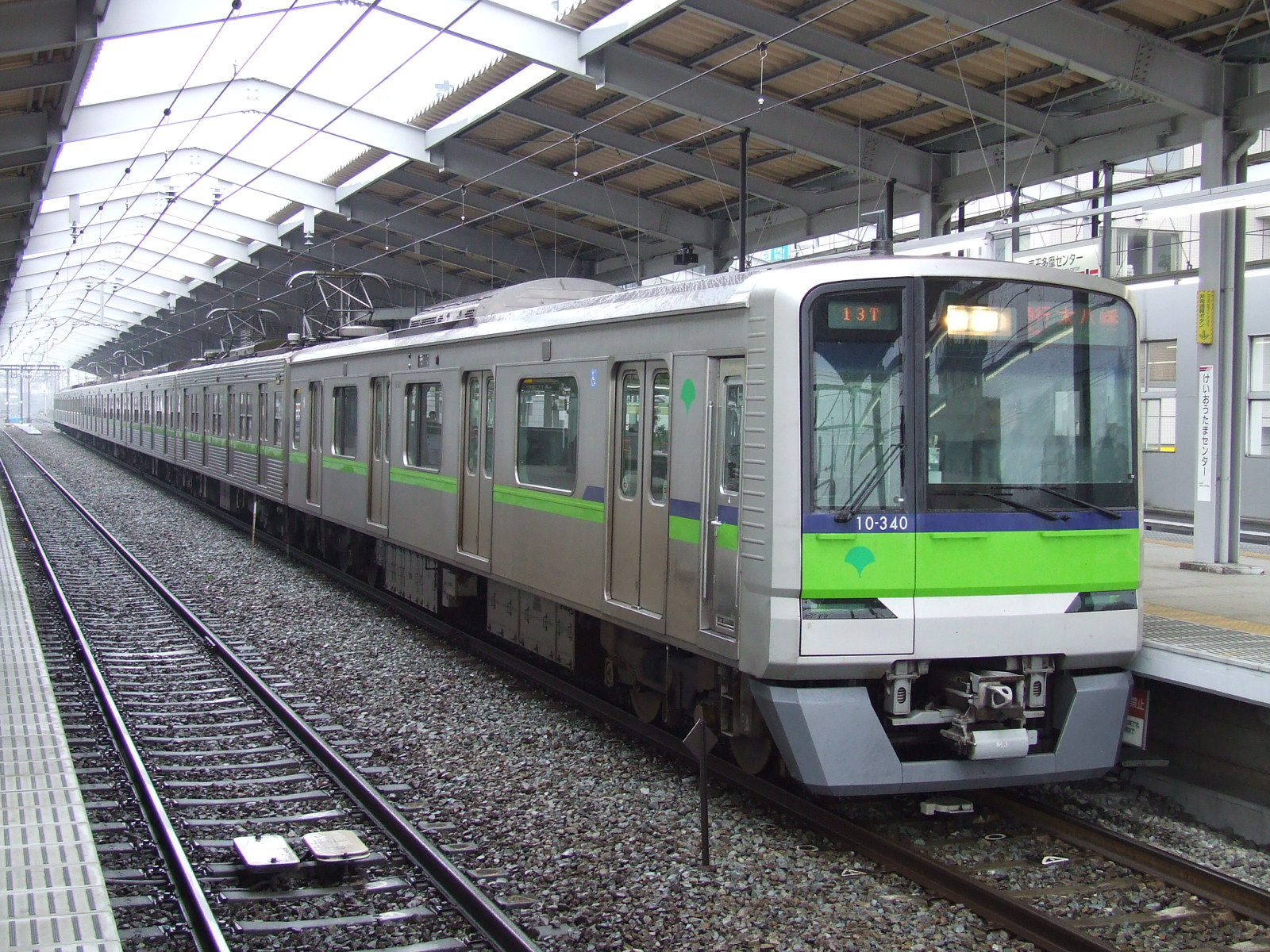
10-300R形

## 運賃
2019年（令和元年）10月1日改定。IC運賃は交通系ICカードで乗車する場合のみ適用（小児半額・端数がある場合、IC運賃では1円未満の端数は切り捨て、切符利用では10円単位で切り上げ、タッチ決済は小児運賃の適用なし）。
| キロ程 (km) | 運賃（円）             | 運賃（円）                        | 運賃（円）             | 運賃（円）            |
| キロ程 (km) | 大人                   | 大人                              | 小児                   | 小児                  |
| キロ程 (km) | 1円単位運賃 （IC運賃） | 10円単位運賃 （切符・タッチ決済） | 1円単位運賃 （IC運賃） | 10円単位運賃 （切符） |
| ----------- | ---------------------- | --------------------------------- | ---------------------- | --------------------- |
| 1 - 4       | 178                    | 180                               | 89                     | 90                    |
| 5 - 9       | 220                    | 220                               | 110                    | 110                   |
| 10 - 15     | 272                    | 280                               | 136                    | 140                   |
| 16 - 21     | 325                    | 330                               | 162                    | 170                   |
| 22 - 27     | 377                    | 380                               | 188                    | 190                   |
| 28 - 46     | 430                    | 430                               | 215                    | 220                   |

- 東京地下鉄との共用区間である目黒駅 - 白金高輪駅の各駅相互間では運賃計算の特例が設定されている。詳細は「東京メトロ南北線#運賃計算の特例」を参照。
- 蔵前駅および東日本橋・馬喰横山駅で改札を出て乗り換える場合、交通系ICカードの場合は、残額が乗車駅から乗換駅までの運賃に満たなければチャージ（入金）しないと乗り換えることができず、きっぷの場合はその額面が乗車駅から乗換駅までの運賃に満たない場合は、その駅までの運賃と原乗車券の額面との差額を精算しなければ乗り換えることができない。また交通系ICカードの場合、60分以内に乗り換えなければ運賃は通算されない（60分を超えると運賃計算がそこで打ち切られ、その駅からまた新たな乗車として運賃が必要となる）が、きっぷの場合は有効期間内であれば乗換時間の制限はない。
- 団体客向けに団体割引が行われている。
- 身体障害者手帳や愛の手帳を所有、もしくは生活保護や児童扶養手当を受給している東京都民は「都営交通無料乗車券」が発行され運賃が無料になる。
- 精神障害者保健福祉手帳を所有している東京都民は東京都福祉保健局より「精神障害者都営交通乗車証」が発行され運賃が無料になる。
- 満70歳以上の東京都民に発行されている乗車券「東京都シルバーパス」を利用することができる。

タッチ決済（実証実験）
2024年12月21日より京浜急行電鉄と連携し、三井住友カードの「stera transit」を活用したクレジットカードなどのタッチ決済（Visa・JCB・American Express・Diners Club・Discover・銀聯・Mastercard（2025年5月13日より））による乗車サービスの実証実験を開始した。都営地下鉄での利用可能駅は計26駅（重複2駅含む）で、10円単位の大人普通運賃が適用される。
連絡特殊割引
東京地下鉄線と連絡して利用する場合は、発駅から着駅までに両社局線を1回乗り継ぐことにより、最も低廉となる経路の併算運賃から大人70円、小児40円を割り引く（都営地下鉄線・東京地下鉄線それぞれの乗り継ぎ駅との運賃を計算した場合にいずれか片方でも最も低廉となる経路の併算運賃を超える場合を除く）。
- 東京地下鉄線との乗換駅において改札外で乗り換える場合（連絡改札のある駅で連絡改札を通らず改札を出場して乗り換える場合を含む）、交通系ICカードのSF利用の場合は乗換駅で改札を出場してから60分以内に乗り換え先の改札を入場することで自動的に適用される（きっぷの場合は有効期間内であれば制限はない）。

北総線区間（新柴又駅 - 印旛日本医大駅）に係る連絡割引
都営地下鉄各駅（押上駅を除く）と押上、京成高砂連絡で北総線区間各駅との発着となる普通運賃は、3者の併算額から大人30円、小児20円を割り引く。また、都営地下鉄各駅（同前）と北総線区間のうち大町駅 - 印旛日本医大駅間各駅との発着となる大人普通運賃については、40円を割り引く（上記の東京地下鉄線との乗り継ぎ割引が適用される場合を除く）。
その他の連絡割引
他社との接続駅付近の、特定の区間について、大人20円、小児10円（京王線 - 大江戸線の乗り継ぎに限り、大人・小児とも10円）の連絡割引運賃が設定されている。ただし、前述のタッチ決済での利用時には適用されない。以下に例示する。
| 接続駅   | 接続会社     | 都営線の駅                                                            | 乗継対象の路線の駅                                                                                  |
| -------- | ------------ | --------------------------------------------------------------------- | --------------------------------------------------------------------------------------------------- |
| 押上駅   | 京成電鉄     | 浅草線：浅草駅 - 本所吾妻橋駅                                         | 京成押上線：京成曳舟駅 - 八広駅                                                                     |
| 浅草駅   | 東武鉄道     | 浅草線：浅草橋駅 - 押上駅 大江戸線：新御徒町駅 - 両国駅               | 東武伊勢崎線：とうきょうスカイツリー駅 - 東向島駅 東武亀戸線：曳舟駅 - 小村井駅                     |
| 泉岳寺駅 | 京浜急行電鉄 | 浅草線：五反田駅 - 大門駅 三田線：芝公園駅 - 白金高輪駅               | 京急本線：品川駅 - 新馬場駅                                                                         |
| 目黒駅   | 東急電鉄     | 三田線：白金高輪駅 - 白金台駅                                         | 東急目黒線：不動前駅 - 西小山駅                                                                     |
| 新宿駅   | 京王電鉄     | 新宿線：新宿三丁目駅 - 曙橋駅 大江戸線：国立競技場駅 - 西新宿五丁目駅 | 京王線（京王新線）：初台駅-笹塚駅                                                                   |
| 新宿駅   | 小田急電鉄   | 新宿線：新宿三丁目駅 - 曙橋駅 大江戸線：都庁前駅 - 西新宿五丁目駅     | 小田急小田原線：南新宿駅 - 代々木上原駅                                                             |
| 中井駅   | 西武鉄道     | 大江戸線：中野坂上駅 - 新江古田駅                                     | 西武新宿線：西武新宿駅 - 野方駅                                                                     |
| 練馬駅   | 西武鉄道     | 大江戸線：落合南長崎駅 - 練馬春日町駅                                 | 西武池袋線：東長崎駅 - 練馬高野台駅 西武有楽町線：小竹向原駅 - 新桜台駅（全線） ※西武豊島線は対象外 |

### 定期券
都営地下鉄では、通勤・通学定期券のほかに全線を対象にした全線定期券も発売されている。有効期間はいずれも1か月・3か月・6か月の3種類がある。また、以下のような場合に割引が適用されている。
- 都営地下鉄・都バス連絡定期券／都営地下鉄・都電連絡定期券
  - 都営地下鉄線と都営バスまたは都電荒川線を乗り継ぐ定期券は、それぞれの運賃が1割引となる。
- 都営地下鉄線と東京地下鉄線との連絡、または都営地下鉄線と押上駅・京成線経由で北総線各駅との連絡の場合にも割引が適用される。

2006年10月25日から、都営地下鉄の定期乗車券購入（全線定期券・連絡定期券を含む）にJCB・Visa・マスターカード等の一般クレジットカードが使用できるようになった。当初は定期券発売所のみの取り扱いだったが、追って2007年3月4日から自動券売機（IC定期券発売機の配備されていない一部の駅を除く）でも開始されている。

### 回数券
回数券については、障害者割引回数乗車券および通学用割引回数乗車券（放送大学生用・通信教育生用）を発売している。
かつては終日利用可能な金額式回数券（11枚綴り・有効期間3か月）を発売していたが、2023年3月17日をもって発売を終了した。

### 一日乗車券

#### 自局発売分

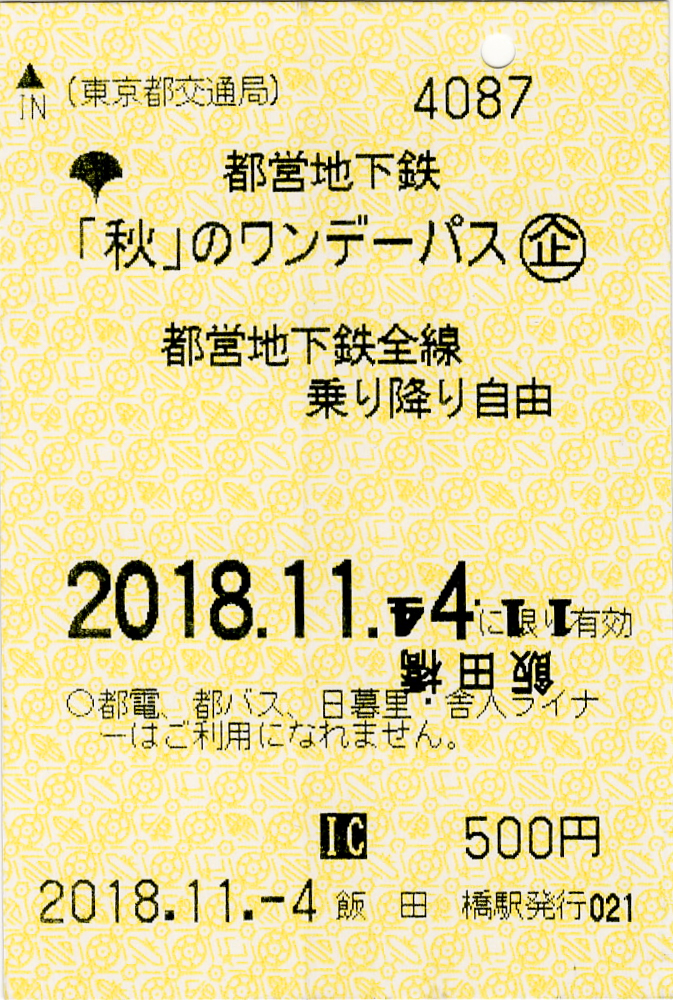
都営地下鉄「秋」のワンデーパス　磁気券

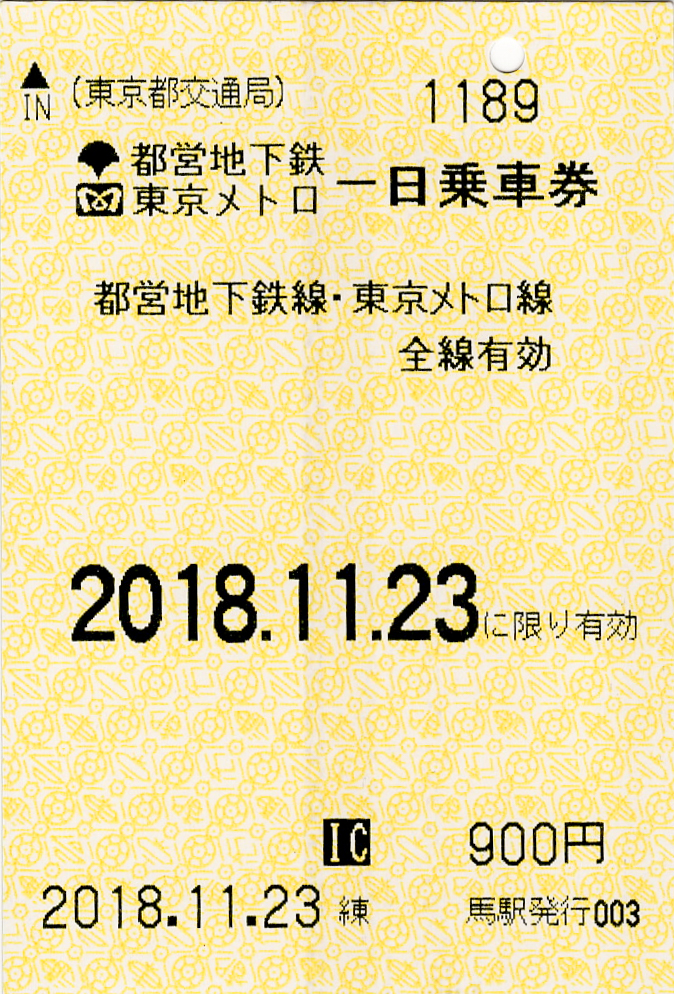
東京地下鉄 東京メトロ・都営地下鉄共通一日乗車券

都営まるごときっぷ
都営地下鉄・都営バス（飛び地エリアである青梅地区の路線を含む）・都電荒川線（東京さくらトラム）・日暮里・舎人ライナーの全線に、1日限りで何回でも乗車できる。大人700円・小児350円。これは、東京地下鉄線およびJR線に比べて地下鉄普通運賃が割高であることや、都営バスの広い路線網から、割安に利用できる機会の多いものである。
例を挙げれば、都営バス（23区内は1乗車210円）と地下鉄180円区間を乗り継いだ往復普通運賃は780円、東京さくらトラム（均一料金で170円）と地下鉄180円区間を乗り継いだ往復普通運賃は700円、また、新宿線新宿 - 本八幡間の往復運賃は760円であり、この乗車券の方がより安くなる（片道大人運賃が380円以上の区間を往復利用するには、こちらの乗車券が安くなる）。
前売り券は、他社管理の押上駅・目黒駅・白金台駅・白金高輪駅を除く各駅の窓口（有人改札または駅長事務室）・定期券発売所、都電・都バス営業所・支所・分駐所で購入出来る。購入日から6か月以内の1日に限り使用できる。最初の乗車の際に自動改札機または運賃箱にカードを投入して使用日の印字処理を受ける必要がある。2回目以降にバスや都電に乗車する際は日付部分を運転士に提示すればよい。
2018年10月31日発売分まで前売り券はスクラッチ式になっており、乗車する日付の部分を硬貨などで削って使用。また、非磁気券のため自動改札機は通れず、改札口の駅係員に日付を見せて利用するか、日暮里・舎人ライナーの係員不在駅では改札口のインターホンで係員を呼び出して遠隔操作で改札を開けてもらう必要があった。以前は大人・小児別々の券だったが、のちに大人・小児同一の券を発行していた。
当日券は都営地下鉄、日暮里・舎人ライナーの各駅（他社管理の駅も含む）の券売機で、PASMO・Suicaの残高を利用して購入することもできる。都営バス、都電の車内で当日券を購入する場合はPASMO・Suicaや回数券類では購入できない。
2014年までは都営バスの運転士から当日券を購入する場合は、感熱紙を使用した定期券サイズの非磁気券となり、自動改札機を通ることは出来なかった。そのため、券面には「有人改札専用」と表記されていた。また、熱によって券面の日付が見えなくなるのを防ぐため、「ラミネート加工（パウチ等）をしないでください」という注意書きがあった。都電車内でも2007年頃までは感熱紙の非磁気券を発行していた。
2007年秋から、ぐるっとパスとセットになった一日乗車券が発売されている。
2008年3月30日に新たな都営交通として日暮里・舎人ライナーが開業するにあたり、同日より「都電・都バス・都営地下鉄一日乗車券」から名称が変更された。ただし、発売額は以前の「都電・都バス・都営地下鉄一日乗車券」と同額で、2008年3月29日以前に発売された前売り券でも日暮里・舎人ライナーの利用が可能だった。2020年3月14日からはPASMOに付与して購入出来るようになった。
都営地下鉄ワンデーパス（期間限定）
都営地下鉄全線に、1日限りで何回でも乗車出来る。大人500円・小児250円で発売（片道大人運賃が280円以上の区間を往復利用するには、こちらの乗車券が安くなる）。有効期間や双方の運賃体系が異なるため単純に比較はできないが、東京地下鉄の発売する東京メトロ24時間券（大人600円・小児300円）よりも割安となっている。当日券のみの発売。
土曜・休日ダイヤ運行日を中心に、特定日に発売される。発売期間はその都度、東京都交通局のホームページや中吊り広告、駅のポスターで案内される。以前は、企画を行う度にサイズが違い、かつ自動改札機を通れなかったが、現在は定期券サイズとなり、自動改札機を利用出来るようになっている。なお、この乗車券で他の都営交通路線に乗車することはできない（購入時に確認の画面が表示される）。また、他社管理駅では発売されていない。2018年7月14日からはPASMOに付与して発売も出来るようになった。
都営地下鉄・東京メトロ一日乗車券 
都営地下鉄と東京地下鉄の全線が、一日限りで何回でも乗車できる。大人900円・小児450円で当日券は自動券売機で発売。この乗車券では都営バス・東京さくらトラム・日暮里・舎人ライナーを利用できない。2017年3月31日発売分までは大人1,000円・小児500円だった。2017年4月1日からは前売券を記名式又は無記名式PASMOに付与して発売することも可能になった。
Tokyo Subway Ticket
有効区間は「都営地下鉄・東京メトロ一日乗車券」と同じだが、有効期間は東京メトロに合わせて24時間・48時間・72時間のいずれかから選択可能。24時間券の場合、大人800円・小児400円と「都営地下鉄・東京メトロ一日乗車券」より安い。
購入できるのは、首都圏1都7県を除く地域（海外含む）からの旅行客のみ。国内からの利用者は指定旅行代理店にて旅行商品と共に購入する。海外からの利用は羽田空港か成田空港において旅券を提示の上で購入する。2020年3月14日からはPASMOに付与して購入出来るようになった。
東京フリーきっぷ
都営地下鉄、東京さくらトラム、日暮里・舎人ライナー、都営バス（青梅地区の路線を含む）、東京地下鉄全線及びJR線の都区内区間が、1日に限りで何回でも乗車できる。大人1,600円・小児800円で発売。自動改札機対応の磁気券もしくはPASMO（都営交通・メトロ発売分）及びSuica（JR発売分）となっている。
- なお、上記の各乗車券はPASMO定期券及び他の企画乗車券の情報（いずれも期限内のもの）が搭載されていないPASMO（記名式又は無記名式）に限り、同カードに付与して購入・利用が可能である。
- かつては「わくわくマリンきっぷ」「くりはま花の国セット往復乗車券」「わくわくランドきっぷ」といった特別企画乗車券も発売されていた。

#### 他社発売分
東京1DAYきっぷ
京浜急行電鉄が発売している。都営まるごときっぷと、品川駅までの往復乗車券をセットにした割引乗車券（品川駅 - 泉岳寺駅間は乗り降り自由）。泉岳寺駅以外の京急線全駅で購入が可能。
東京トラベル1DAY&2DAYパス
京浜急行電鉄が発売している。都営地下鉄ワンデーパス（2DAYパスは2日間有効）と、羽田空港第1・第2ターミナル駅・羽田空港第3ターミナル駅 - 品川駅までの片道乗車券をセットにした割引乗車券（品川駅 - 泉岳寺駅間は乗り降り自由）。羽田空港第1・第2ターミナル駅・羽田空港第3ターミナル駅、および全国15空港に設置されている京急の自動販売機で発売。「都営地下鉄ワンデーパス」と異なり、通年販売している。
京急羽田・ちか鉄共通パス
京浜急行電鉄が発売している。都営地下鉄・東京メトロ一日乗車券と、羽田空港第1・第2ターミナル駅・羽田空港第3ターミナル駅 - 泉岳寺駅間の片道乗車券をセットにした割引乗車券。発売箇所は「東京トラベル1DAY&2DAYパス」と同じ。ただし、「東京1DAYきっぷ」「東京トラベルDAY&2DAY」パスと異なり、品川駅 - 泉岳寺駅間は乗り降り自由区間には含まれない。
東急線・東京メトロ・都営地下鉄共通1日乗車券
東急線全線と都営地下鉄・東京メトロ線全線が乗り降り自由の一日乗車券。発売額はそれぞれの一日乗車券を単独購入した合計額と同額である。発売当日限り有効。東急電鉄でPASMOのみで発売。都バス、日暮里・舎人ライナー、都電荒川線は利用不可。
TOKYO探索きっぷ
京王電鉄・首都圏新都市鉄道が発売している。「都営まるごときっぷ」と、都営地下鉄の接続駅までの往復割引乗車券をセットにした割引乗車券。現在「東京1DAYきっぷ」を発売する京浜急行電鉄は、かつてこの名称で発売していた。東武鉄道でも発売していたが、2019年8月31日で発売を終了した（きっぷの有効期限は2019年9月30日まで）。
- 京王電鉄では、京王線新宿駅・新線新宿駅以外の全駅で購入が可能。京王線・井の頭線の乗車駅から京王線新宿駅・新線新宿駅までの往復割引乗車券と、都営まるごときっぷがセットになっている。
- 首都圏新都市鉄道では、新御徒町駅以外の全駅で購入が可能。つくばエクスプレス線の乗車駅から新御徒町までの往復割引乗車券と、都営まるごときっぷがセットになっている。秋葉原駅と自駅発着分を除いて浅草駅、秋葉原駅・浅草駅・南千住駅と自駅発着分を除いて北千住駅にも乗降することができる。
- 東武鉄道では、谷塚駅以北で購入が可能だった（ただし、竹ノ塚駅以南と野田線の大宮駅 - 七里駅間・梅郷駅 - 船橋駅間の各駅および他社に業務委託する伊勢崎駅、相老駅、赤城駅、新藤原駅と無人駅を発着する乗車券は発売されなかった。また、東上線管内の全駅を発着する乗車券も発売されなかった）。東武本線の乗車駅から押上または浅草までの往復割引乗車券と、都営まるごときっぷがセットになっていた。また、東向島駅（東武博物館最寄駅）にも乗降することができた。

都営地下鉄各駅で購入できる乗車券のうち、一部（企画乗車券、自動券売機により発売する定期乗車券等）は他社が管理する押上（京成電鉄管理）、目黒（東急電鉄管理）、白金台及び白金高輪（東京地下鉄管理）、新宿線新宿（新線新宿駅・京王電鉄管理）の各駅では取り扱いをしない。これにあたって、同局ではこれらの駅で不発売の乗車券を購入するために、当該乗車券を発売する各駅との間を往復乗車する場合、乗車駅では普通乗車券を券売機で購入し、改札口において定期券購入の証明印を押印する。降車駅ではその乗車券を提示したうえで、当該乗車券を購入する。証明印を受けた普通乗車券は当該乗車券購入時に払い戻し、復路の乗車券が必要な場合には無料の乗車証を交付している。この取り扱いは東京地下鉄と異なり、当該定期券等を自動券売機で購入する場合にも適用される。ただし、新宿駅には大江戸線の駅（東京都交通局管理。ただし他線の新宿駅とは異なり渋谷区に位置する）もあり、こちらでは当該乗車券を取り扱う。
上記各乗車券を提示するだけで都内にある100以上のスポットで割引などを受けられる「ちかとく」サービス（2014年4月1日開始。東京メトロの「ちか旅。」、都営の「いっとく」を統合）も利用できる。

## 列車速度

### 最高速度
- 浅草線・大江戸線：全線70 km/h
- 三田線：白金高輪駅 - 西高島平駅間 75 km/h、目黒駅 - 白金高輪駅間 80 km/h（同区間は都営地下鉄の乗務員が東京地下鉄の運転取扱規定により運転する）
- 新宿線：全線75 km/h

### 駅通過速度
- 浅草線・三田線・新宿線：55 km/h
- 大江戸線：25 km/h

通常、駅を通過するのは回送列車・試運転列車のほかに、営業運転では浅草線のエアポート快特と新宿線の急行のみ。それ以外はすべて各駅に停車する。浅草線と新宿線では列車が通過する際に警報音をホームで鳴打する。

## 運転編成両数
- 浅草線・大江戸線：8両編成
- 三田線：6・8両編成
- 新宿線：10両編成

## 保安方式
- 浅草線：C-ATS（デジタル伝送を利用し、ATS-Pに匹敵する機能を持つ。2007年3月16日までは全区間で1号型ATSで、京成・新京成・北総・京急・芝山と同じだった。直通各社も芝山を除きC-ATSに更新）。
- 三田線・大江戸線：CS-ATC（三田線は1999年12月2日まではT型ATS（※注））※注：T型ATS＝かつて乗り入れ予定のあった東武鉄道と共同開発したパターン型ATS
- 新宿線：D-ATC（2005年5月13日まではCS-ATC）

## 案内放送
駅構内および車内の自動放送の担当者は以下の通り（プロフィールなどで情報がある者のみ記載）。
- 長塚みどり - 駅自動放送女声[17]
- 西村文江 - 車内自動放送（日本語、浅草線（5500形）・三田線・大江戸線担当）[18]
- 覚道沙恵子 - 車内自動放送（日本語、浅草線（5500形以外のタブレット放送）担当）[19]
- 加藤純子 - 車内自動放送（日本語、新宿線担当）
- リアド慈英蘭 - 車内自動放送（英語）[20][注釈 6]
- Natrina - 車内自動放送（英語、浅草線（5500形以外のタブレット放送）担当）[21]
- 村山明- 大江戸線駅放送[22]

## 各種無線機器への対応
- 車内[注釈 7] や駅のコンコース、ホームでAMラジオ放送が聴取可能である（東京地下鉄やJR・私鉄の地下部分は不可。また三田線の白金高輪 - 目黒間は東京地下鉄が施設を管理する区間のため不可）。このサービスは、1993年9月に浅草線の一部区間で試験を行い[23]、翌1994年11月より全線で本格実施となった[24]。
- 2006年2月1日から3月31日まで、三田線の一部区間で地上デジタル放送（ワンセグ）の送信試験を行っていた。
- 2012年3月30日始発より新宿線新宿 - 九段下間のトンネル内で携帯電話が使えるようになったのを皮切りに[25]、順次提供区間を拡大し、2013年3月27日正午より三田線の目黒 - 白金高輪間を除く全線[注釈 8]で携帯電話の利用が可能となっている[27]。
- 一部他社管轄駅を除くほぼ全駅にNTTBPの公衆無線LAN設備が設置されており、2022年5月現在d Wi-Fi/フレッツスポット/ソフトバンクWi-Fiスポット/UQ Wi-Fiが利用できる。また2011年5月19日に東京都とUQコミュニケーションズでWiMAXの設備設置で合意したと発表[28]、同年11月28日より三田線大手町駅で設置工事に着手し[29]、12月26日より同駅とその前後のトンネル区間にてサービスを開始した[30]。翌2012年12月26日にはほぼ全線[注釈 9]の駅構内・トンネル内においてサービスを開始し、都営地下鉄によるエリア整備が完了した[32]が、2023年3月末を以てサービス終了した[33]。

## 経営状況
経営状況は、2004年（平成16年）度は約134億7,000万円の赤字、2005年度で約38億7300万円の赤字と、長年赤字に苦しんでいた。しかし近年に赤字幅が大幅に減少し、地下鉄事業を始めてから47年目である2006年度に25億2800万円の初の純利益を計上し、黒字に転換した。以来毎年、黒字を継続しており、莫大な累積欠損金を少しずつ削減している。
下表からわかるように、直近6年度では浅草線・三田線・新宿線は黒字となっている。大江戸線のみが長年赤字となっていたが、これは減価償却費（2017年度は約221億9400万円） 及び支払利息等が大きな負担となっているためである。ただし乗車料収入については約426億7700万円と、4路線の中では最も多い。2016年度には、開業後初めて大江戸線が黒字に転じた。なお、2008年度浅草線の純利益が大幅に増加したのは、主に旧馬込工場跡地の売却（63億円あまり）によるものである。
累積欠損金が過大なため、過去に財政再建団体に転落したことがある。近年においての単年度の黒字決算はじめ大江戸線の有利子負債の償却等により欠損金の削減は進んではいるものの、2020年度末においてもなお約2082億円の累積欠損金が残っている状態である。しかし、2028年度には解消する見通しである。

### 路線別収支
| 年度     | 浅草線        | 三田線       | 新宿線        | 大江戸線       | 合計          | 出典   |
| -------- | ------------- | ------------ | ------------- | -------------- | ------------- | ------ |
| 2018年度 | 143億3596万円 | 99億5428万円 | 113億7819万円 | 9億8118万円    | 366億4961万円 | [ 39 ] |
| 2017年度 | 134億9637万円 | 92億7640万円 | 105億3500万円 | 8億7646万円    | 341億8424万円 | [ 35 ] |
| 2016年度 | 128億1049万円 | 81億5637万円 | 116億2711万円 | 3億1742万円    | 329億1141万円 | [ 40 ] |
| 2015年度 | 107億1611万円 | 58億3153万円 | 105億8191万円 | ▲012億7255万円 | 258億5693万円 | [ 41 ] |
| 2014年度 | 102億3593万円 | 45億2965万円 | 087億5142万円 | ▲049億3913万円 | 185億7787万円 | [ 42 ] |
| 2013年度 | 102億4464万円 | 47億5633万円 | 085億8683万円 | ▲081億4391万円 | 154億4642万円 | [ 43 ] |
| 2012年度 | 103億3918万円 | 44億9239万円 | 082億2396万円 | ▲102億9611万円 | 122億7594万円 | [ 44 ] |
| 2011年度 | 078億5300万円 | 36億4900万円 | 095億4300万円 | ▲123億9500万円 | 086億5000万円 | [ 45 ] |
| 2010年度 | 086億6000万円 | 41億4300万円 | 098億3300万円 | ▲132億3800万円 | 093億9900万円 | [ 46 ] |
| 2009年度 | 096億7600万円 | 41億0200万円 | 106億5300万円 | ▲120億7700万円 | 123億5500万円 | [ 47 ] |
| 2008年度 | 155億1400万円 | 41億9700万円 | 121億9700万円 | ▲115億8000万円 | 203億2900万円 | [ 36 ] |
| 2007年度 | 088億4900万円 | 33億3500万円 | 111億9300万円 | ▲123億9800万円 | 109億8000万円 | [ 48 ] |
| 2006年度 | 067億1400万円 | 21億7000万円 | 093億2800万円 | ▲156億2800万円 | 025億8400万円 | [ 34 ] |

## 東京地下鉄（東京メトロ）との統合議論
都営地下鉄には、過去に何度か民営化構想や帝都高速度交通営団および後身の東京地下鉄（以下、東京メトロと記す）との統合構想、他社への売却構想などが出たことがある。2013年12月まで、東京都交通局の最高責任者であった当時の第18代東京都知事猪瀬直樹は、2012年東京都知事選挙直後に開かれた記者会見で、前任の第14-17代知事石原慎太郎が手がけてきた地下鉄一元化を引き続き推進していく方針を表明していた。その後2013年2月20日に行われた施政方針演説の中で、猪瀬は東京メトロの株式を東京都が保有する形での一元化を具体的な方法論として示し、演説の時点で進められていたサービス一体化への取り組み（九段下駅ホームの改良工事や乗り継ぎ割引適用の拡大など。いずれも同年3月16日に完成または運用開始）を「経営一元化への一里塚」と位置づけた。
一連の統合議論の発端となったのが、2009年6月26日のJNN（TBS系列）のニュースで、交通局が東京メトロとの統合交渉を行い、東京メトロの株式上場を条件に上下分離方式（東京メトロが第二種鉄道事業者で交通局が第三種事業者にする方式が有力）で統合する覚書に合意したと報じられた。2009年度に計画されている東京メトロの株式上場が統合の条件で、株価の動向次第では先送りされる可能性があるとも報じられている。JNNのカメラ取材に対し、当時の都知事であった石原は「覚書は交わしたんだけど、それ（統合）は時期の問題、タイミングの問題でしょう。ユーザーのためには絶対そう（統合）すべきだと思います」とコメントしている。さらに、6月29日には続報として、東京メトロ株の東京証券取引所上場後も最終的な割合で国23%、東京都20%の出資を維持することで調整を進めていると伝えた。
2009年11月11日に行われた東京メトロの2009年9月中間連結決算の記者会見の場において、なお両者が統合に向けた協議を続行中であることが明らかにされた。また、2010年3月5日に行われた石原の記者会見では、上場予定の東京メトロ株を東京都が購入する考えを明らかにした。
2010年6月19日に行われた東京メトロの株主総会では、都庁側を代表して当時副知事の猪瀬が出席し、両者の統合に関して協議を続けるように主張した。
同年8月3日から国土交通省鉄道局主導により「東京の地下鉄の一元化等に関する協議会」が行われ、東京メトロと交通局の代表者に加え猪瀬と国土交通審議官、財務省理財局次長も参加しての協議が行われている。11月16日に行われた第3回の協議会で、国側は資産などを合計した企業価値から負債を差し引いた「株式価値」について、東京メトロが4000億から6000億円のプラスであるのに対し、都営地下鉄は1800億から7300億円のマイナスとの試算結果を示し、現状のまま統合すると（完全民営化を予定しており、国が保有する株式を売却することになる）東京メトロの株式の価値を棄損するとして、統合のためには都営地下鉄のさらなる債務圧縮が必要、と統合に消極的な姿勢を示した。これに対して猪瀬は「株をいかに高く売るかだけがテーマでなく、利用者の目線で考えて、利用者のためにどうするかということで一元化を進めるべきである。株式価値だけを全面に押し出すのはおかしい」と反論している。
2011年、菅直人民主党政権は東日本大震災被災地の復興財源を捻出するため、復興財源特措法を制定し、その中で国庫が保有する東京メトロ株を国債整理基金特別会計に振り替え、将来的には売却を検討するという構想を打ち上げた。これに対して、石原と猪瀬は東京メトロ株が売却された場合は東京都がその全株式を購入し、過半数を保有するという姿勢を見せていた。しかし、2024年（令和6年）の東京メトロの東京証券取引所上場に際して、国（財務省理財局国庫課）と都を合わせた官公側の東京メトロ株保有比率は50パーセントとなるように調整され、都が国の放出した全株式を購入するという石原と猪瀬の構想は実現せずに終わった。
なお、東京都交通局は都営地下鉄だけでなく、都営バス・東京さくらトラム（都電荒川線）や新交通システムの日暮里・舎人ライナーといった各種交通機関の運行も行っているが（かつては上野動物園モノレール（上野懸垂線）も運行していたが、2023年12月27日付で廃止）、これらの運行や駅・車両などの管理先については言及されていない（都営バスの一部の路線等を委託されているはとバスには東京メトロやその外郭団体メトロ文化財団も出資している）。

## その他
- ホームドアについては、2000年に三田線、2013年に大江戸線、2019年8月に新宿線でそれぞれ全駅での整備が完了している。残る浅草線においても2024年2月20日に押上駅（京成電鉄により整備）で設置を完了、都営地下鉄の全駅でホームドア整備を完了した[55][56][57]。
- 一部の駅では関係団体の一般財団法人東京都営交通協力会に業務委託を行っている。
- 2010年頃より、各駅の案内サインシステムを東京メトロと類似のデザインのものへ順次更新している。この更新以降は、駅名等のローマ字表記におけるマクロンが省略されるようになった（「東京地下鉄#案内表示の英字表記」も参照）。
- 政府が都営地下鉄の24時間運行化を検討している。金・土曜の深夜限定の24時間化といった案も出ている[58]。
- 2017年8月以降、車両更新に合わせて順次全車両の車内に防犯カメラを設置するとしている。なお、東京メトロにおいても2018年度より、順次全車両の車内に防犯カメラを設置する予定である[59][60][61]。